# 콩팥동맥
콩팥동맥(renal artery) 또는 신장동맥(腎臟動脈), 신동맥(腎動脈)은 콩팥에 혈액을 공급하는 한 쌍의 동맥이다. 각각의 콩팥동맥은 배대동맥과 거의 직각을 이루며 같은 쪽 가로막다리를 향해 주행한다. 많은 양의 혈액을 콩팥으로 운반하는데, 총 심박출량의 1/3까지도 콩팥동맥을 통해 콩팥으로 운반되어 여과를 거친다.

## 구조
콩팥동맥은 배대동맥과 거의 직각을 이루며 배대동맥의 왼쪽 아래 측면에서 갈라져 나온다. 갈라져 나오는 지점은 위창자간막동맥의 바로 아래쪽이다. 반지름은 대략 0.25cm로, 뿌리에서는 0.26cm 정도이다. 평균 직경은 사용한 영상 촬영 기법에 따라 다르게 측정될 수 있다. 예를 들어 초음파를 통해 촬영했을 때 직경은 5.04 ± 0.74mm로 나왔으나, 혈관조영술에서는 5.68 ± 1.19mm라는 결과가 나왔다.
대동맥, 아래대정맥, 콩팥의 해부학적 위치 때문에 오른쪽 콩팥동맥이 왼쪽 콩팥동맥보다 보통 더 길다.
- 오른쪽 콩팥동맥은 아래대정맥, 오른쪽 콩팥정맥, 이자의 머리, 샘창자 내림부분의 뒤쪽으로 지나간다. 왼쪽 콩팥정맥보다 약간 아래쪽에 위치한다.
- 왼쪽 콩팥정맥은 왼쪽 콩팥정맥, 이자의 몸통, 지라정맥 뒤쪽을 지나가며, 아래창자간막정맥이 왼쪽 콩팥정맥을 가로지른다.

### 가지
콩팥문이 이르기 전에 각각의 콩팥동맥은 너덧 개의 가지로 갈라진다. 앞가지(위, 중간, 아래, 꼭대기구역동맥)은 앞쪽에 콩팥정맥과 뒤쪽에 수뇨관을 두고 있다. 뒤가지는 그 수가 앞가지보다 적으며 뒤구역동맥을 포함하고 있다. 보통 수뇨관의 뒤에 뒤가지가 위치한다.
또한 각 콩팥동맥은 같은 쪽 부신, 수뇨관, 근처의 조직과 근육으로 작은 아래부신동맥을 낸다.
종종 한두 개의 덧콩팥동맥이 발견되며, 왼쪽에서 더 자주 나타난다. 보통 대동맥에서 갈라져 나오며 콩팥동맥보다 위나 아래에서 시작되는데, 콩팥동맥보다 위쪽에서 나타나는 경우가 더 흔하다. 덧콩팥동맥은 콩팥문으로 들어가지 않고 보통 콩팥의 위쪽이나 아래쪽 부분을 뚫고 들어간다.

### 변이
콩팥의 혈액 분포 양상에는 변이가 많으며 각 콩팥에 하나 이상의 추가적인 동맥이 혈액을 공급할 수 있다. 이런 동맥들은 콩팥정맥보다 위쪽에서 갈라져 나온다. 하나의 콩팥에 둘 이상의 동맥이 혈액을 공급하는 기형인 과잉콩팥동맥(supernumerary renal arteries)은 콩팥 혈관의 기형 중 가장 흔하며, 전체 콩팥의 25 ~ 40% 사이로 발생한다. 비정상적인 콩팥동맥도 존재할 수 있으며 수술적 조치를 할 때 상황을 복잡하게 만들 수 있다.

## 임상적 중요성

### 협착
한쪽 또는 양쪽의 콩팥동맥이 좁아지는 콩팥동맥 협착증이 발생하면 고혈압이 생길 수 있다. 이는 혈관이 좁아진 쪽 콩팥이 레닌을 분비하며 콩팥의 혈액 관류량을 보존하려 하기 때문에, 이때 혈압이 높아지며 고혈압의 원인이 된다. 콩팥동맥 협착증은 일반적으로 콩팥동맥의 이중 초음파 검사를 통해 진단한다. 치료가 필요한 경우 풍선 혈관성형술이나 스텐트를 이용하여 치료할 수 있다.

### 죽상경화증
죽상경화증이 콩팥동맥에 발생하여 콩팥의 혈액 관류를 나쁘게 할 수 있다. 이때는 콩팥의 기능이 감소하며 신부전으로 이어질 수도 있다.

### 외상
배에 입은 둔상의 4%, 관통상의 7%에서 콩팥동맥이 손상될 수 있다.

## 추가 이미지

배와 골반 혈관에 대한 볼륨 렌더링 CT 스캔
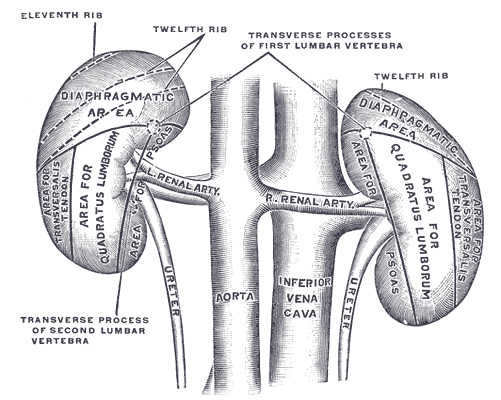
콩팥의 뒷면
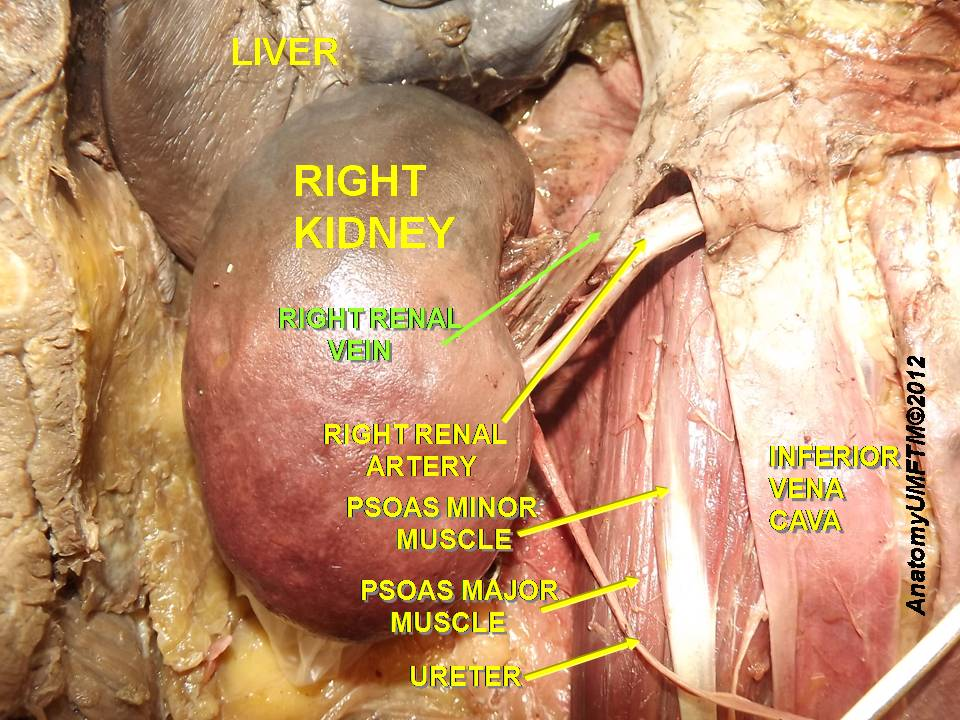
콩팥동맥
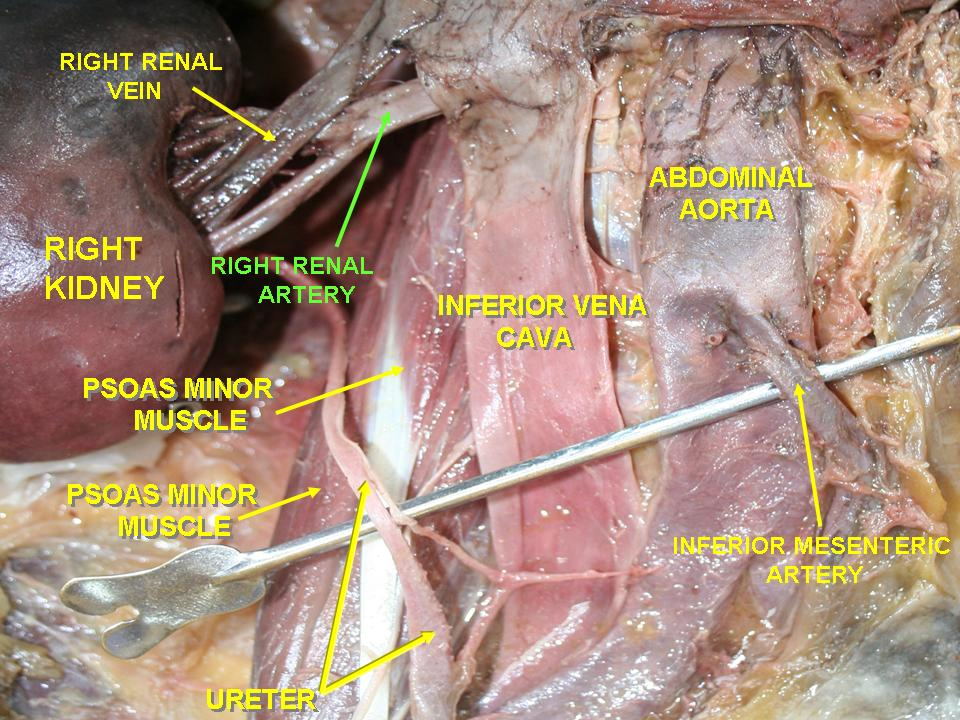
콩팥동맥
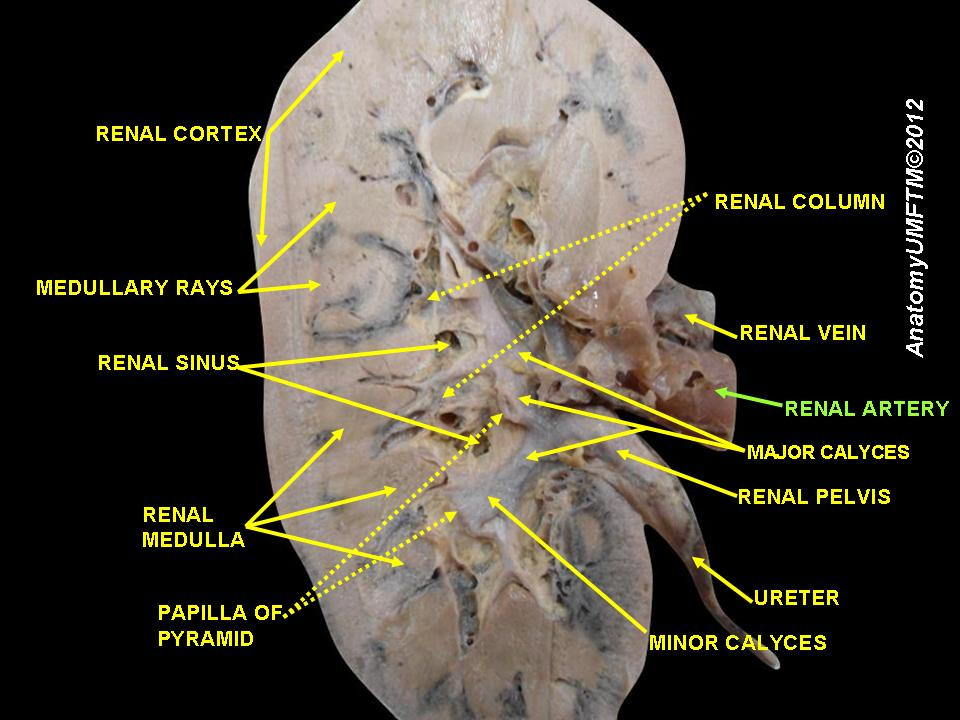
콩팥동맥
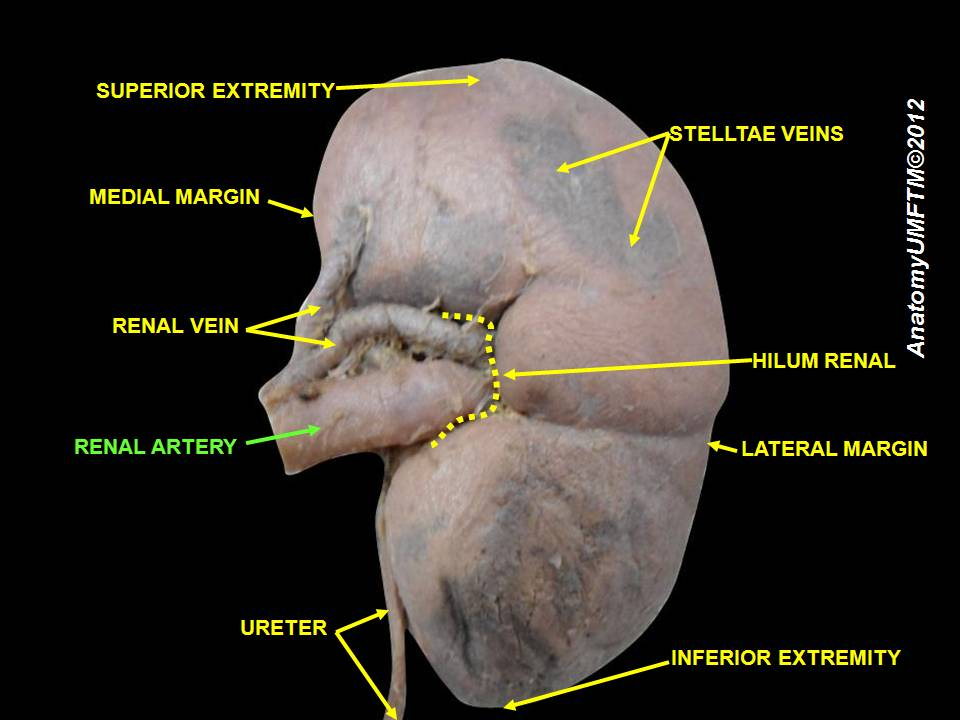
콩팥동맥

## 참고 문헌
이 문서는 현재 퍼블릭 도메인에 속하는 그레이 해부학 제20판(1918) page 610의 내용을 기초로 작성된 글이 포함되어 있습니다.
1. 1 2 3  Listmann, Mishan; Tubbs, R. Shane (2020년 1월 1일),  Tubbs, R. Shane; Iwanaga, Joe; Oskouian, Rod J.; Moisi, Marc, 편집., “Chapter 19 - The Abdominal Aorta”, 《Surgical Anatomy of the Lateral Transpsoas Approach to the Lumbar Spine》 (영어) (St. Louis: Elsevier), 185–188쪽, ISBN 978-0-323-67376-1, 2021년 1월 13일에 확인함
2. ↑  Kem, D. C.; Lyons, D. F.; Wenzl, J.; Halverstadt, D.; Yu, X. (2005). “Renin-Dependent Hypertension Caused by Nonfocal Stenotic Aberrant Renal Arteries: Proof of a New Syndrome”. 《Hypertension》 46 (2): 380–5. doi:10.1161/01.HYP.0000171185.25749.5b. PMID 15967872.
3. ↑  Ottesen, Johnny T.; Danielsen, Michael, 편집. (2000). 《Mathematical Modelling in Medicine》. IOS Press. ISBN 978-4-274-90318-2.
4. ↑  Renal Artery Aneurysm - eMedicine
5. ↑  Aytac, Suat K.; Yigit, Hasan; Sancak, Tanzer; Ozcan, Hasan (2003). “Correlation between the diameter of the main renal artery and the presence of an accessory renal artery: sonographic and angiographic evaluation”. 《Journal of Ultrasound in Medicine》 22 (5): 433–9; quiz 440–2. doi:10.7863/jum.2003.22.5.433. PMID 12751854. S2CID 24188140.[깨진 링크(과거 내용 찾기)]
6. ↑  Saldarriaga, Bladimir; Pinto, Sergio A; Ballesteros, Luis E (2008). “Morphological Expression of the Renal Artery: A Direct Anatomical Study in a Colombian Half-caste Population”. 《International Journal of Morphology》 26 (1): 31–8. doi:10.4067/S0717-95022008000100005.
7. ↑  Leslie, Stephen W.; Sajjad, Hussain (2021년 8월 11일). “Anatomy, Abdomen and Pelvis, Renal Artery”. 《National Center for Biotechnology Information》. PMID 29083626. 2021년 11월 15일에 확인함.
8. ↑  Coello-Torà, Iris; Segura-Sampedro, Juan José; Pérez-Celada, Judit; Jiménez-Morillas, Patricia; Morales-Soriano, Rafael (January 2020). “[Accessory renal artery arising from infrarenal aorta, exposed during linphadenectomy due to cytoreductive surgery and HIPEC.]”. 《Archivos Espanoles de Urologia》 73 (1): 76–77. ISSN 0004-0614. PMID 31950928.
9. ↑  Cerny, Joseph C.; Karsch, Daniel (1973년 12월 1일). “Aberrant renal arteries”. 《Urology》 (영어) 2 (6): 623–626. doi:10.1016/0090-4295(73)90322-1. hdl:2027.42/33981. ISSN 0090-4295. PMID 4766019.
10. ↑  Kaufman, John A. (2004년 1월 1일),  Kaufman, JOHN A.; Lee, MICHAEL J., 편집., “CHAPTER 12 - Renal Arteries”, 《Vascular and Interventional Radiology》, The Requisites (영어) (Philadelphia: W.B. Saunders), 323–349쪽, ISBN 978-0-8151-4369-7, 2021년 1월 13일에 확인함